# Бузан-разъезд
Бузан-разъезд — посёлок в Красноярском районе Астраханской области. Входит в Сеитовский сельсовет.

## География
Посёлок расположен в Волго-Ахтубинской пойме. Уличная сеть состоит из одного географического объекта: ул. Железнодорожная.
Абсолютная высота 26 метров ниже уровня моря.

## История
В июле 1907 года открыто движение поездов на участке Красный Кут — Бузан-пристань
В 1990 году, в связи с негативным воздействием на окружающую среду деятельности Астраханского газового комплекса постановлением Совета Министров РСФСР от 17.08.1990 № 309 Бузан-разъезд включен в перечень населенных пунктов, расположенных в 8-километровой санитарно-защитной зоне Астраханского газового комплекса, на территории которых установлен коэффициент за работу в пустынной и безводной местности в размере 1,35 к заработной плате рабочих и служащих.

## Население
| 2002 | 2010 |
| ---- | ---- |
| 23   | ↘10  |

Национальный и гендерный состав
По данным Всероссийской переписи, в 2010 году численность населения посёлка составляла 10 человек (5 мужчин и 5 женщин, 50,0 и 50,0 %%).
Согласно результатам переписи 2002 года, в национальной структуре населения посёлка казахи составляли 83 % от общей численности населения в 24 жителя.
Согласно результатам переписи 2010 года, в национальной структуре населения посёлка ногайцы составляли 70%, казахи 30% от общей численности населения.

## Инфраструктура
Железнодорожная станция Бузанский находится в посёлке.

## Транспорт
Железнодорожный транспорт.